# Banská Belá
Banská Belá es un municipio del distrito de Banská Štiavnica en la región de Banská Bystrica, Eslovaquia, con una población estimada a final del año 2024 de 1154 habitantes.
Se encuentra ubicado al oeste de la región, cerca del río Hron —un afluente izquierdo del Danubio— y de la frontera con la región de Nitra.

## Demografía
| Año        | 1994 | 2004    | 2014    | 2024    |
| ---------- | ---- | ------- | ------- | ------- |
| Población  | 1258 | 1234    | 1208    | 1154    |
| Diferencia |      | −1,90 % | −2,10 % | −4,47 % |

| Año        | 2023 | 2024    |
| ---------- | ---- | ------- |
| Población  | 1159 | 1154    |
| Diferencia |      | −0,43 % |